# 잠비아의 경제
잠비아의 경제는 개발도상국으로 2011년 중산층 지위를 달성했다. 21세기의 첫 10년 동안 잠비아는 아프리카에서 가장 빠르게 성장하는 경제 중 하나였으며 잠비아의 수도인 루사카는 남아프리카 개발 공동체(SADC)에서 가장 빠르게 성장하는 도시였다. 잠비아의 경제 실적은 최근 몇 년 동안 구리 가격 하락, 심각한 재정적자, 에너지 부족 등으로 인해 정체되었다.
잠비아는 인구 중 58%가 하루 1.90달러 미만으로 생활하고 평균 수명은 62세로 아프리카에서 가장 낮은 선진국 중 하나로 남아있다. 정부는 사업비 절감에는 성공했지만 무역과 정부, 사법의 청렴도 등 사업환경의 중요한 지표는 악화됐다.
잠비아는 사하라 이남 아프리카에서 가장 도시화된 국가 중 하나이다. 전국 인구 1600만 명 중 절반 가량이 주요 교통 회랑을 따라 늘어선 몇몇 도시 지역에 집중되어 있고 농촌 지역은 인구가 부족하다. 실업과 고용 부족은 심각한 문제이다. 독립 이후 국가 GDP는 실제로 두 배로 증가했지만, 높은 1인당 연간 소득의 상당 부분은 현재 독립 수준의 약 3분의 2 수준이다. 2019년 기준 잠비아의 1인당 국내총생산(GDP)은 1305달러다.
1989년 이후 처음으로 잠비아의 경제성장은 빈곤을 크게 줄이는 데 필요한 6~7% 수준에 도달했다. 구리 생산량은 2004년 이후 구리 가격 상승과 새로운 광산의 개방으로 꾸준히 증가해왔다. 옥수수는 2005년에 다시 좋은 수확을 거두어 국내총생산(GDP)과 농업 수출을 증가시켰다. 2004년 2/4분기에 IMF와 새로운 대출 협정을 포함한 빈곤을 줄이기 위한 프로그램에 대한 국제 기구들과의 협력이 계속되고 있다. 통화정책 강화는 인플레이션을 줄이는 데 도움이 될 것이지만 잠비아는 여전히 높은 공공부채에 심각한 문제를 안고 있다.
2022년 8월 31일, 국제 통화 기금(IMF) 이사회는 잠비아의 재정 안정을 회복하는 것을 돕기 위해 13억 달러의 확장 신용 시설을 승인했다.

## 역사

### 독립 직후의 경제정책 (1964년~1967년)
영국 남아프리카 회사(BSAC, 원래 영국 제국주의자인 세실 로즈가 설립한 회사)는 1892년 바로첼랜드의 리퉁가와 체결한 계약에서 획득한 상업적 자산과 광물권을 보유했다. 독립 전야에 BSAC를 압류하겠다고 위협함으로써 잠비아 정부는 BSAC가 광물권을 포기하도록 하는 데 성공했다. 연방 정부는 3개 지역 각각에 역할을 할당했다. 남로디지아는 관리 및 행정 기술을 제공하고, 북로디지아는 구리 수익을 제공하며, 니아살랜드는 흑인 노동력을 제공했다.
독립 후 잠비아는 국가개발계획위원회의 지시에 따라 국가개발계획 프로그램을 수립하였고, 전환개발계획(1964년~66년)에 이어 제1차 국가개발계획(1966년~71년)이 수립되었다. 인프라와 제조업에 대한 주요 투자를 제공했던 이 두 가지 계획은 대부분 이행되었고 대체로 성공적이었다. 후속 계획에는 해당되지 않다.

잠비아 경제의 주요 변화는 1968년 4월 물룽구시 개혁과 함께 이루어졌다. 정부는 다수의 주요 외국 소유 기업의 지분을 인수할 의도를 선언하였고, 이는 산업 개발 주식회사라는 이름의 종속 대기업에 의해 통제되었다.

### 물룽구시 경제 개혁 (1968년)
잠비아 경제의 주요 변화는 1968년 4월 물룽구시 개혁과 함께 이루어졌다. 정부는 다수의 주요 외국 소유 기업의 지분을 인수할 의도를 선언하였고, 이는 산업 개발 주식회사라는 이름의 종속 대기업에 의해 통제되었다.
1973년 석유 가격의 대폭 상승에 이어 1975년 구리 가격의 하락으로 수출 수익이 감소하였다. 1973년 구리 가격은 전체 수출 수익의 95%를 차지했으며, 이는 1975년 세계 시장에서 반토막으로 떨어졌다. 1976년까지 잠비아는 국제 통화 기금(IMF)의 엄청난 부채가 되었다. 위기 관리가 장기 계획을 대체함에 따라 제3차 국가 개발 계획(1978년~1983년)은 폐기되어야 했다.

### 칠루바의 경제 개혁
잠비아의 경제체계는 1991년 11월 민주 다당 선거 이후 집권한 프레더릭 칠루바 정부(1991년~2001년)가 대대적인 경제개혁에 전념했기 때문에 통일적이다.
잠비아의 자유 시장 체제로의 경제 변혁은 1991년 말 정권 교체 이후 시작되었다. 심각한 경제 위기를 해결하기 위해, 정부는 세계은행과 IMF로부터 절실히 필요한 대출을 확보하기 위해 실질적인 경제개혁을 도입하기로 합의했다.
가장 큰 어려움 중 하나는 잠비아의 가장 큰 수출 수입원인 구리 광산의 민영화였다. 정부는 많은 국영 산업을 민영화했고, 긍정적인 실질 금리를 유지했다. 교환통제는 폐지되고 자유시장원칙이 지지되었다. 레비 무아나와사 정부가 경제개혁과 추가 민영화라는 비슷한 길을 갈지는 미지수다. 잠비아는 아직 전체 정식 고용의 44%를 차지하는 공공부문 규모를 축소하고 잠비아 사회부문 전달체계를 개선하는 등의 문제를 해결하지 못하고 있다.

## 부문

### 광업
2019년 잠비아는 세계 7위의 구리 생산국이었다.
잠비아 경제는 역사적으로 구리 채굴 산업에 기반을 두고 있다. 구리 산업의 산업화는 부분적으로 세실 로즈에서 일했던 유명한 미국인 스카우트 프레드릭 러셀 번햄의 덕택이다. 그러나 1998년까지 구리 생산량은 22만8천톤으로 낮아져 투자 부족으로 30년 동안 생산량이 감소세를 이어왔으며 최근까지 낮은 구리 가격과 민영화에 대한 불확실성이 지속되었다. 잠비아는 민영화 산업의 첫 해인 2001년 1973년 이후 생산성이 증가한 첫 해를 기록했다. 잠비아의 구리 산업의 미래는 2002년 1월 잠비아에서 가장 큰 구리 광산의 투자자들이 투자를 철회할 의사를 밝히면서 의구심이 일었다. 그러나 2004년부터 현재까지 구리 가격이 급등하면서 잠비아 구리 분야에 대한 국제적인 관심이 급속도로 되살아났고, KCCM의 새로운 구매자가 발견되었으며, 용량 확대에 대한 대규모 투자가 시작되었다. 중국은 잠비아 구리 산업의 주요 투자국이 되었고, 2007년 2월 양국은 참비시 구리 광산을 중심으로 중국-잠비아 경제 동반자 구역을 조성한다고 발표했다.
오늘날 구리 채굴은 잠비아의 경제 전망의 중심이며, 잠비아 전체 수출의 85%를 차지하고 있지만, 경제가 국제 구리 가격 폭락에 대처할 만큼 다각화되지 않았다는 우려가 남아 있다.
2013년 1월 잠비아 환경관리국(ZEMA)은 27개 광업 및 탐사 허가를 승인했으며, 이에 대해 더 많은 소문이 나돌았다.

### 농업
농업 부문은 2000년에 GDP의 20%를 차지했다. 농업은 2000년 전체 고용(공식 및 비공식)의 85%를 차지했다. 옥수수는 주식일 뿐만 아니라 주요 현금 작물이다. 다른 중요한 작물로는 콩, 목화, 설탕, 해바라기 씨, 밀, 수수, 밀장, 카사바, 담배, 다양한 야채와 과일 작물들이 있다. 화훼 재배는 성장 분야이며, 농업 비전통 수출은 현재 외환수입에서 광산업과 어깨를 나란히 하고 있다. 잠비아는 농업 생산량을 크게 증가시킬 수 있는 잠재력이 있다. 현재, 경작지의 20% 이하가 경작되고 있다. 과거 농업분야는 낮은 생산물가, 신용과 투입물의 가용성과 분배의 어려움, 외환 부족 등으로 어려움을 겪었다.

### 가축
가축에서는 2019년 잠비아가 19만1000t의 쇠고기, 5만t의 닭고기, 3만4000t의 돼지고기, 4억5300만L의 우유를 생산했다.

## 인플레이션

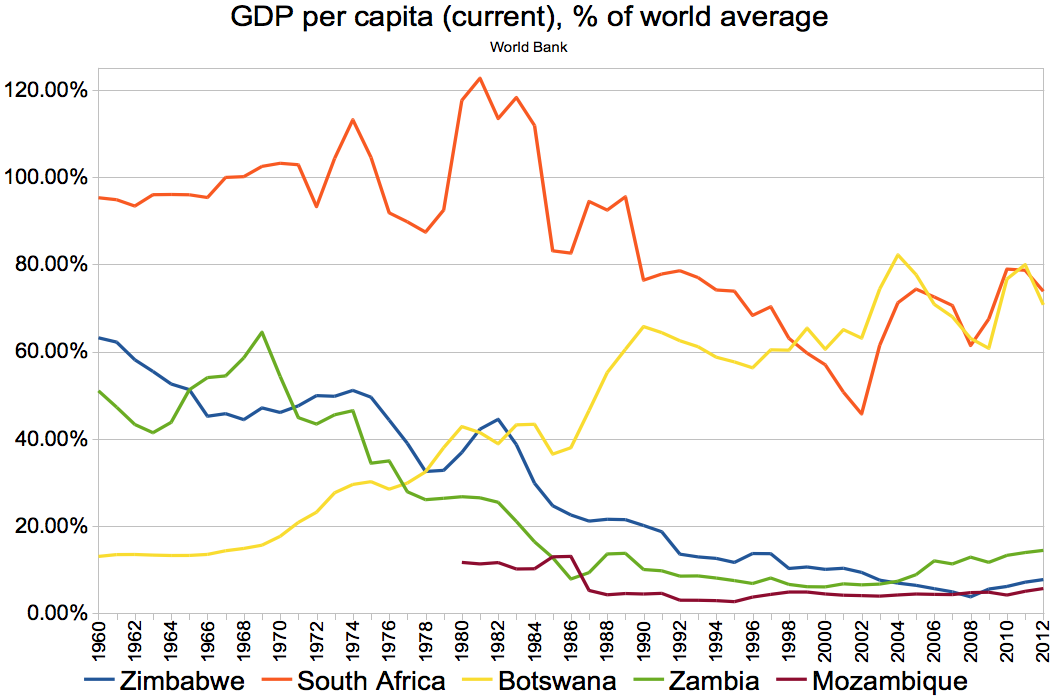
인접 국가 대비 1인당 GDP (현재) (세계 평균 = 100)

지불잔액 지원이 부족하다는 것은 잠비아 정부가 자본 투자를 위한 자원을 가지고 있지 않다는 것을 의미하며, 주기적으로 채권을 발행하거나 자금 공급을 확대하여 지출과 부채 의무를 이행해야 한다는 것을 의미한다. 정부는 대차대조 지원이 재개된 뒤에도 이런 활동을 이어갔다. 이로 인해 금리는 국내 기업에 비해 너무 높은 수준으로 유지되고 인플레이션을 부채질하며 국내 부채 상환로 예산에 부담을 주면서 여전히 공공 급여 및 인프라 복구와 같은 다른 요구 사항을 충족시키지 못하고 있다. 정부는 1998년 외채채무를 이행하기 위해 외환보유액을 대폭 삭감할 수밖에 없었으며, 이는 콰차와 인플레이션에 더 큰 압력을 가했다. 2000년에는 32%의 인플레이션을 유지했고, 결과적으로 콰차는 같은 기간 달러 대비 같은 가치를 잃었다. 2001년 중후반 잠비아의 재정 운용은 더욱 보수적이 되었다. 그 결과 2001년 연말 물가상승률은 20%를 밑돌았다. 2002년에는 인플레이션이 26.7%까지 올랐다. 그러나 2007년 잠비아는 30년 만에 처음으로 인플레이션이 8%를 기록했다.
2011년 1월 27일, 중앙 통계청은 인플레이션이 9%까지 상승했다고 보고했다.
2019년 4월부터 2020년 4월까지 잠비아의 연간 물가상승률은 2020년 3월 14%에서 15.7%로 상승했다. 식품 및 기타 비식품 품목의 가격 상승은 연간 인플레이션 비율의 상승을 이끌었다.
그러나 선거기간 중 인플레이션이 최고조에 달해 2016년 17.9%로 최근 최고치를 경신했다는 점은 의미가 크다. 2021년 총선 때 추가 정점이 다가오고 있음을 시사하는 대목이다. 달러 대비 콰차화 가치는 지난 2년간 비교적 일관성을 유지해 왔으며 2013년 달러 대비 0.2 콰차화 가치가 최근 최고치를 경신하지 못하고 있다. 그럼에도 외화 가중평균 대비 콰차의 실질 유효환율은 2016년 88.5에서 2017년 96.4로 개선됐다. 콰차는 2018년 9월 달러 대비 가치가 하락했지만 정치적, 경제적 불확실성으로 추가 불안요인이 남아 있지만 11월~12월 달러 대비 0.08로 상당히 일관하고 있다.

## 성장
그러나 1990년대 초와 중반에 시행된 개혁에 뿌리를 둔 긍정적인 거시경제적 징후들이 있다. 잠비아의 변동 환율과 개방 자본 시장은 정부에 유용한 규율을 제공함과 동시에 잠비아의 수출 부문의 지속적인 다양화, 관광 산업 성장, 성장하는 기업을 위한 투입물 조달도 가능하게 했다. 대규모 자본 재투자로 인한 스핀오프 효과가 나타나면서 구리벨트 일부 지역은 상당한 부흥을 경험했다.

## 같이 보기
- 잠비아 은행
- 아프리카의 경제
- 잠비아
- 유엔 아프리카 경제 위원회
- 분류:잠비아의 기업